# EN113

## Leiria - Tomar
A EN 113 é uma estrada nacional que integra a rede nacional de estradas de Portugal.
Esta estruturante permitia concluir a ligação das igualmente estruturantes N1 à N110, fazendo um Eixo do Centro do País.
Devido à importância económica desse mesmo Eixo, a estrada hoje em dia é paralela ao IC9 entre Ourém e Tomar, estando nestes troços desclassificada.
Em Leiria, foi inaugurada uma variante a Nascente da cidade em 1991, aquando da construção da A1. A variante foi recentemente reclassificada como A8-1.[carece de fontes?]

## Percurso

### Leiria - Tomar
| Nome da Saída/Localidade Intermédia | Estrada que liga    |
| ----------------------------------- | ------------------- |
| Leiria                              | A 8-1? A8 N 109 A 1 |
| Pousos                              |                     |
| Parracheira                         |                     |
| Santa Catarina da Serra             | R 357               |
| Ourém - Tomar (N 110)               | IC9                 |